# Gran Premi de l'Argentina del 1998

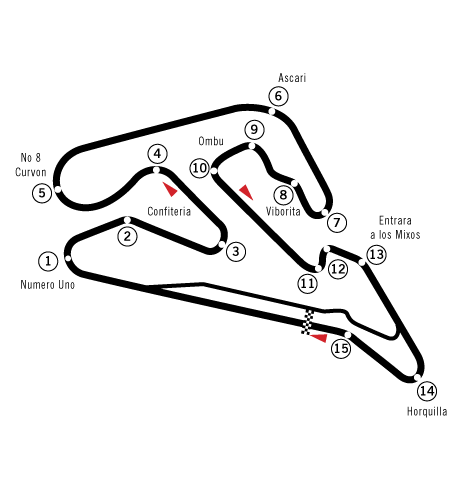
Imatge del circuit Autódromo Oscar y Juan Gálvez, seu de la cursa.

El Gran Premi de l'Argentina de Fórmula 1 de la temporada 1998 es va disputar al circuit Oscar Alfredo Galvez de Buenos Aires, el 12 d'abril del 1998.

## Resultats
| Pos | No | Pilot                 | Equip                  | Voltes | Temps/ Retirada   | Pos. de sortida | Punts |
| --- | -- | --------------------- | ---------------------- | ------ | ----------------- | --------------- | ----- |
| 1   | 3  | Michael Schumacher    | Ferrari                | 72     | 1h 48' 36. 1      | 2               | 10    |
| 2   | 8  | Mika Häkkinen         | McLaren - Mercedes     | 72     | + 22.898 s        | 3               | 6     |
| 3   | 4  | Eddie Irvine          | Ferrari                | 72     | + 57.745 s        | 4               | 4     |
| 4   | 6  | Alexander Wurz        | Benetton - Playlife    | 72     | + 1' 08. 134 min. | 8               | 3     |
| 5   | 14 | Jean Alesi            | Sauber - Petronas      | 72     | + 1' 18. 286 min. | 11              | 2     |
| 6   | 7  | David Coulthard       | McLaren-Mercedes       | 72     | + 1' 19. 751 min. | 1               | 1     |
| 7   | 5  | Giancarlo Fisichella  | Benetton - Playlife    | 72     | + 1' 28. 437 min. | 10              |       |
| 8   | 9  | Damon Hill            | Jordan - Mugen - Honda | 71     | + 1 Volta         | 9               |       |
| 9   | 2  | Heinz-Harald Frentzen | Williams - Mecachrome  | 71     | + 1 Volta         | 6               |       |
| 10  | 18 | Rubens Barrichello    | Stewart - Ford         | 70     | + 2 Voltes        | 14              |       |
| 11  | 12 | Jarno Trulli          | Prost - Peugeot        | 70     | + 2 Voltes        | 16              |       |
| 12  | 21 | Toranosuke Takagi     | Tyrrell - Ford         | 70     | + 2 Voltes        | 13              |       |
| 13  | 22 | Shinji Nakano         | Minardi - Ford         | 69     | + 3 Voltes        | 19              |       |
| 14  | 20 | Ricardo Rosset        | Tyrrell - Ford         | 68     | + 4 Voltes        | 21              |       |
| 15  | 11 | Olivier Panis         | Prost - Peugeot        | 65     | Motor             | 15              |       |
| Ret | 23 | Esteban Tuero         | Minardi - Ford         | 63     | Accident          | 20              |       |
| Ret | 1  | Jacques Villeneuve    | Williams - Mecachrome  | 52     | Col·lisió         | 7               |       |
| Ret | 15 | Johnny Herbert        | Sauber - Petronas      | 46     | Col·lisió         | 12              |       |
| Ret | 10 | Ralf Schumacher       | Jordan - Mugen - Honda | 22     | Suspensions       | 5               |       |
| Ret | 17 | Mika Salo             | Arrows                 | 18     | Caixa canvi       | 17              |       |
| Ret | 19 | Jan Magnussen         | Stewart - Ford         | 17     | Transmissió       | 22              |       |

## Altres
- Pole: David Coulthard 1' 25. 852
- Volta ràpida: Alexander Wurz 1' 28. 179 (a la volta 39)